# قبرة الغيط
قنبرة الغيط وتسمى أيضا قبرة السماء (الاسم العلمي: Alauda arvensis) (بالإنجليزية: Eurasian Skylark)‏، هو طائر من الجواثم ينتمي إلى قبرة (فصيلة: Alaudidae).

## الوصف
يبلغ طوله من 16 إلى 18 سنتيمتراً ولدى الذكور أجنحة أوسع من الإناث، ويعيش في الأراضي الزراعية المفتوحة وهو يحلق على ارتفاعات من 50 و100 م، التغريدة تستمر عادة من 2-3 دقائق، ولكنها تستمر لفترة أطول في موسم التزاوج

## صور

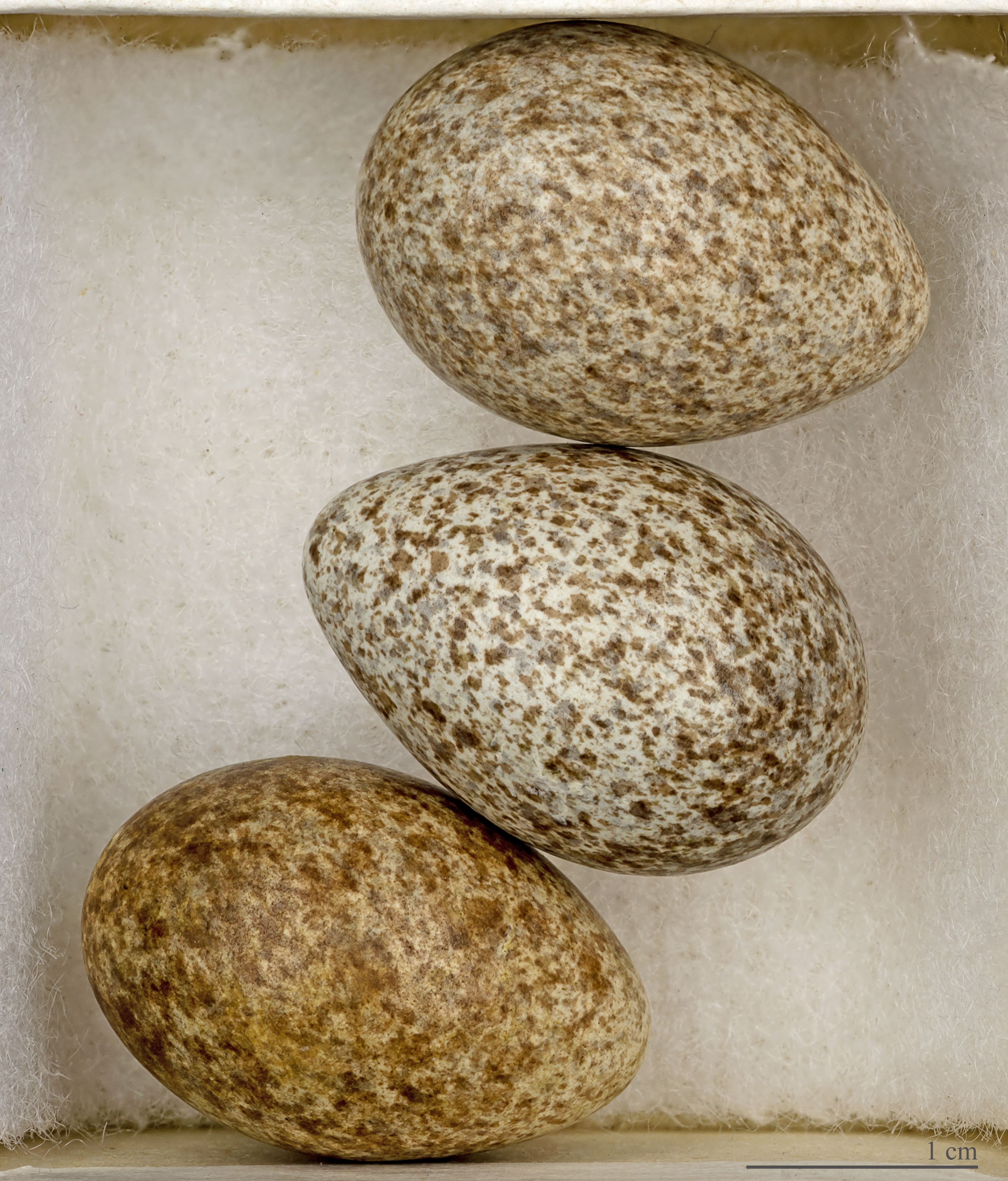
Alauda arvensis